# Det Achaiske Forbund
Det Achaiske Forbund (oldgræsk: τὸ κοινὸν τῶν Ἀχαιῶν) var en konføderation af græske bystater på det nordlige og centrale Peloponnes i hellenistisk periode. Forbundet blev navngivet efter regionen Achaja i det nordvestlige Peloponnes, som udgjorde dets oprindelige kerne. Det første forbund blev dannet i det femte århundrede f.Kr. Det Andet Achaiske Forbund blev etableret i 280 f.Kr. Som en rival til det antigonidiske Makedonien og en allieret af den Romerske Republik spillede forbundet en stor rolle i Roms ekspansion ind i Grækenland. Denne proces ledte i sidste ende til forbundets erobring og opløsning af romerne i 146 f.Kr.
Forbundet repræsenterer det mest succesfulde forsøg fra de græske bystater på at udvikle en form for føderalisme, som balancerede behovet for kollektiv handling med ønsket om lokalt selvstyre. Gennem skrifterne fra den achaiske statsmand Polybios har denne struktur haft indflydelse på forfatningen i USA og andre moderne føderale stater.